# To the Gory End
To the Gory End è il primo album in studio del gruppo musicale death metal Cancer, pubblicato nel 1990 dalla Vinyl Solution.

## Tracce
1. Blood Bath – 3:29
2. C.F.C. – 2:58
3. Witch Hunt – 2:53
4. Into the Acid – 2:33
5. Imminent Catastrophe – 5:30
6. To the Gory End – 4:45
7. Body Count – 3:39
8. Sentenced – 4:05
9. Die Die – 4:49

## Formazione
- John Walker - voce, chitarra
- Ian Buchanan - basso
- Carl Stokes - batteria